# Dysphaea basitincta
Dysphaea basitincta là loài chuồn chuồn trong họ Euphaeidae (Epallagidae). Loài này được Martin mô tả khoa học đầu tiên năm 1904.